# Província de Kai
Província de Kai (甲斐国, Kai no kuni) é uma antiga província do Japão que corresponde à prefeitura de Yamanashi atualmente. Fica no centro da ilha de Honshū, oeste de Tokyo, numa região montanhosa que inclui o Monte Fuji ao longo de sua fronteira com a  prefeitura de Shizuoka. Outro nome para a província é Kōshū (甲州). 
Durante o Período Sengoku, o daimyo Takeda Shingen governou Kai de sua fortaleza em Kōfu.